# Cassinga-dagen
Cassinga-dagen är en helgdag i Namibia som instiftades till minne av slaget om Cassinga. Dagen inträffar årligen den 4 maj för att minnas de som dog år 1978 när den sydafrikanska försvarsstyrkan attackerade en SWAPO-bas vid Cassinga i södra Angola. Under dagen hålls minnesstunder vid Heroes Acre i utkanten av Windhoek där många viktiga politiker medverkar, år 2016 bland annat den nuvarande presidenten Hage Geingob och de tidigare presidenterna Hifikepunye Pohamba och Sam Nujoma.